# Raggi N
I raggi N furono inizialmente considerati come una forma di radiazione in grado di intensificare la luminosità di una scarica elettrica. Proposti dal fisico francese Blondlot, questa ipotesi fu tuttavia confutata da Robert Williams Wood su Nature nel settembre 1904. In un articolo, Wood rivelò l'errore, dimostrando che il fenomeno era del tutto soggettivo e privo di una base fisica concreta. La teoria dell'esistenza dei raggi N persistette solo per un anno prima di essere confutata.

## Storia

### Contesto
L'illusoria scoperta dei raggi N avvenne in un periodo in cui erano state individuate numerose nuove forme di radiazione. Nel 1893, Victor Schumann aveva identificato gli ultravioletti da vuoto, nel 1895 Wilhelm Röntgen aveva 
scoperto i raggi X, nel 1896 Henri Becquerel aveva scoperto la radiazione nucleare, nel 1897 J. J. Thomson aveva scoperto
l'elettrone, dimostrando che era ciò che costituiva i raggi catodici
. 
Queste scoperte avevano alimentato nella comunità scientifica di quegli anni l'ipotesi che altre forme di radiazione potessero esistere
.
Nel 1903, quando scoppiò il caso dei raggi N, Blondlot era un professore di fisica di 54 anni dell'Università di Nancy, specializzato in radiazione elettromagnetica, che godeva di una solida reputazione. Era uno dei dieci membri corrispondenti dell'Accademia di Francia, un'illustre istituzione che annoverava tra i suoi membri eminenti scienziati come Lorentz, van der Waals, lord Rayleigh e 
Michelson. Blondlot aveva ricevuto importanti premi scientifici, tra cui il Gaston Planté e il premio LaCaze. I suoi tentativi di misurare la velocità della luce erano stati lodati da Thomson e da Henri Poincaré. Dopo la scoperta dei raggi X, Blondlot si dedicò all'indagine sulla natura di tali raggi, cercando di determinare se fossero onde o particelle, in un periodo in cui il dualismo onda particella non era ancora universalmente accettato tra i fisici.

### Scoperta iniziale
Nel 1903, Blondlot annunciò la sua scoperta nel corso di uno studio sulla polarizzazione dei raggi X. La metodologia adottata prevedeva la direzione di un fascio di raggi X nello spazio tra due poli elettrici, dove avveniva una scarica elettrica. Oltre agli effetti noti dei raggi X, Blondlot osservò variazioni di luminosità nella scintilla che non potevano essere attribuite ai raggi X stessi. Da ciò dedusse l'esistenza di una nuova forma di radiazione, cui attribuì il nome di "raggi N" (dalla N iniziale della città di Nancy)

.
Blondlot, insieme a scienziati come Augustin Charpentier, Arsène d'Arsonval e circa 120 altri, in gran parte francesi, pubblicarono oltre 300 articoli sull'argomento tra il 1903 e il 1904. Essi sostennero che molti oggetti emettevano i raggi N, con il sole come fonte particolarmente intensa, insieme a vari tessuti biologici, mentre il legno non stagionato e alcuni metalli trattati in modo specifico non avrebbero prodotto tali raggi. Augustin Charpentier, professore di fisica medica presso la stessa Università di Nancy, contribuì con numerosi lavori, sottolineando l'importanza di questa radiazione nel campo medico.
In quel periodo, la maggior parte dei ricercatori utilizzava la luce emessa da superfici fosforescenti come "rivelatore", nonostante alcuni studi già all'epoca avessero mostrato che le variazioni di luminosità potevano derivare da fenomeni fisiologici legati alla percezione. Le misurazioni venivano spesso effettuate in ambienti scarsamente illuminati.

### Vengono sfatati i raggi N
La scoperta ebbe un'eco internazionale e molti fisici tentarono di replicarne gli effetti. Tuttavia fisici illustri come Lord Kelvin e William Crookes non riuscirono a riprodurre tali effetti. Anche due scienziati tedeschi, Rubens e Lummer, sollevarono forti dubbi sulla scoperta e le tensioni nazionali tra Francia e Prussia la trasformarono in una questione di onore. Nel luglio 1904, la rivista Il Nuovo Cimento pubblicò un articolo critico di un ricercatore italiano di nome Salvioni.
La definitiva archiviazione della scoperta avvenne per merito di Robert W. Wood, un fisico americano noto per essere uno smascheratore di illusioni. La rivista Nature lo incaricò di visitare il laboratorio di Blondlot per studiare l'esperimento. Wood, fluente in francese e tedesco oltre che nella sua lingua madre, decise di far finta di conoscere solo il tedesco per intercettare eventuali conversazioni tra Blondlot e il suo assistente.
Durante la dimostrazione di Blondlot nella stanza buia, Wood rimosse di nascosto un prisma di alluminio essenziale per la misura dall'apparato sperimentale. Nonostante ciò, gli scienziati francesi continuarono a sostenere di aver osservato i raggi N. Inoltre, Wood scambiò di nascosto un grande disco che doveva emettere raggi N con un pezzo di legno inerte, ma ancora una volta gli osservatori riportarono di vedere i raggi N. Nel suo rapporto pubblicato su Nature, Wood concluse che i raggi N erano un fenomeno puramente soggettivo e che coloro che li avevano misurati erano predisposti ad aspettarsi di osservarli. Wood suggerì che Blondlot potesse essere stato ingannato dal suo assistente, il quale aveva confermato tutte le osservazioni 
.
Dal 1905 in poi, al di fuori di Nancy, nessuno credeva più ai raggi N. Tuttavia, Blondlot continuò a sostenere la loro esistenza. La voce "raggi N" fu inclusa nei dizionari e fu accettata come fatto reale fino agli anni '40 del secolo scorso.

## Analisi
Gli esperimenti descritti da Blondlot erano estremamente inaffidabili. Basati sull'osservazione di una fiamma la cui luminosità variava già naturalmente del 25% (secondo Wood), le osservazioni richiedevano, secondo Blondlot, di evitare qualsiasi costrizione dell'occhio, sforzo di vista, accomodamento o altro sulla sorgente luminosa di cui si voleva misurare la luminosità. Secondo i fisiologi dell'epoca, come il dottor Weiss, il rilassamento dell'accomodamento era accompagnato da una dilatazione della pupilla e, di conseguenza, da una maggiore penetrazione della luce nell'occhio.
L'impossibilità di riprodurre un esperimento non dimostra necessariamente la sua falsità, come prudentemente affermato dai ricercatori intervistati sull'argomento da La Revue Scientifique alla fine del 1904. Allo stesso modo, la verità scientifica non può essere stabilita sulla base della semplice maggioranza di opinioni. Mentre alcuni ricercatori avevano dei dubbi su questi risultati, altri avevano affermato di essere riusciti a riprodurli.
Questo caso ha fornito importanti lezioni sui processi cognitivi ed è stato spesso citato in questo contesto. Ha portato all'adozione di maggiori precauzioni negli esperimenti e all'esecuzione in certi casi di test in doppio cieco, riducendo così gli errori di conferma.

## Strumentalizzazione nazionalista della scienza
Éric Picholle, ha sostenuto che l'episodio dei raggi N sia stato un esempio di "sospensione involontaria dell'incredulità" (in opposizione alla sospensione volontaria dell'incredulità), e ha suggerito che questo effetto potrebbe essere stato accentuato dalle passioni nazionaliste dell'epoca, come evidenziato dalla scelta della lettera "N", iniziale di Nancy, per denominare questi raggi. Questa falsa scoperta avvenne infatti in un contesto di revanscismo dopo la perdita dell'Alsazia-Lorena, annessa alla Germania durante la guerra del 1870, e di crescenti tensioni franco-tedesche che porteranno alla Prima Guerra Mondiale
.

## Conseguenze
L'incidente è utilizzato come monito tra gli scienziati riguardo ai pericoli degli errori introdotti dal pregiudizio dello sperimentatore. I raggi N sono stati citati come esempio di scienza patologica da Irving Langmuir. Proprietà quasi identiche di una radiazione altrettanto sconosciuta erano state registrate circa 50 anni prima da Carl Reichenbach nel suo trattato Researches on Magnetism, Electricity, Heat, Light, Crystallization, and Chemical Attraction in their relations to the Vital Force. Vital Force nel 1850. Prima ancora, nel 1779 a Vienna, Franz Mesmer aveva documentato simili proprietà nella sua "Mémoire on the Discovery of Animal-Magnetism". È evidente che Reichenbach era a conoscenza del lavoro di Mesmer e alcuni ricercatori che collaboravano con Blondlot erano a conoscenza del lavoro di Reichenbach,  anche se non sappiamo se Blondlot fosse consapevole di queste connessioni.